# Beckington
Beckington is een civil parish in het bestuurlijke gebied Mendip, in het Engelse graafschap Somerset met 983 inwoners.

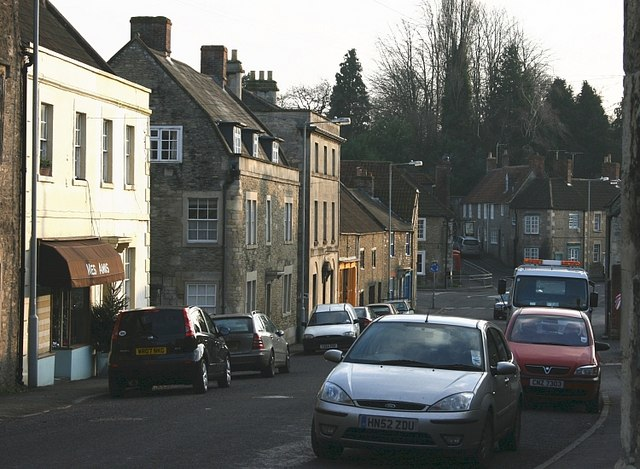
Bath Road
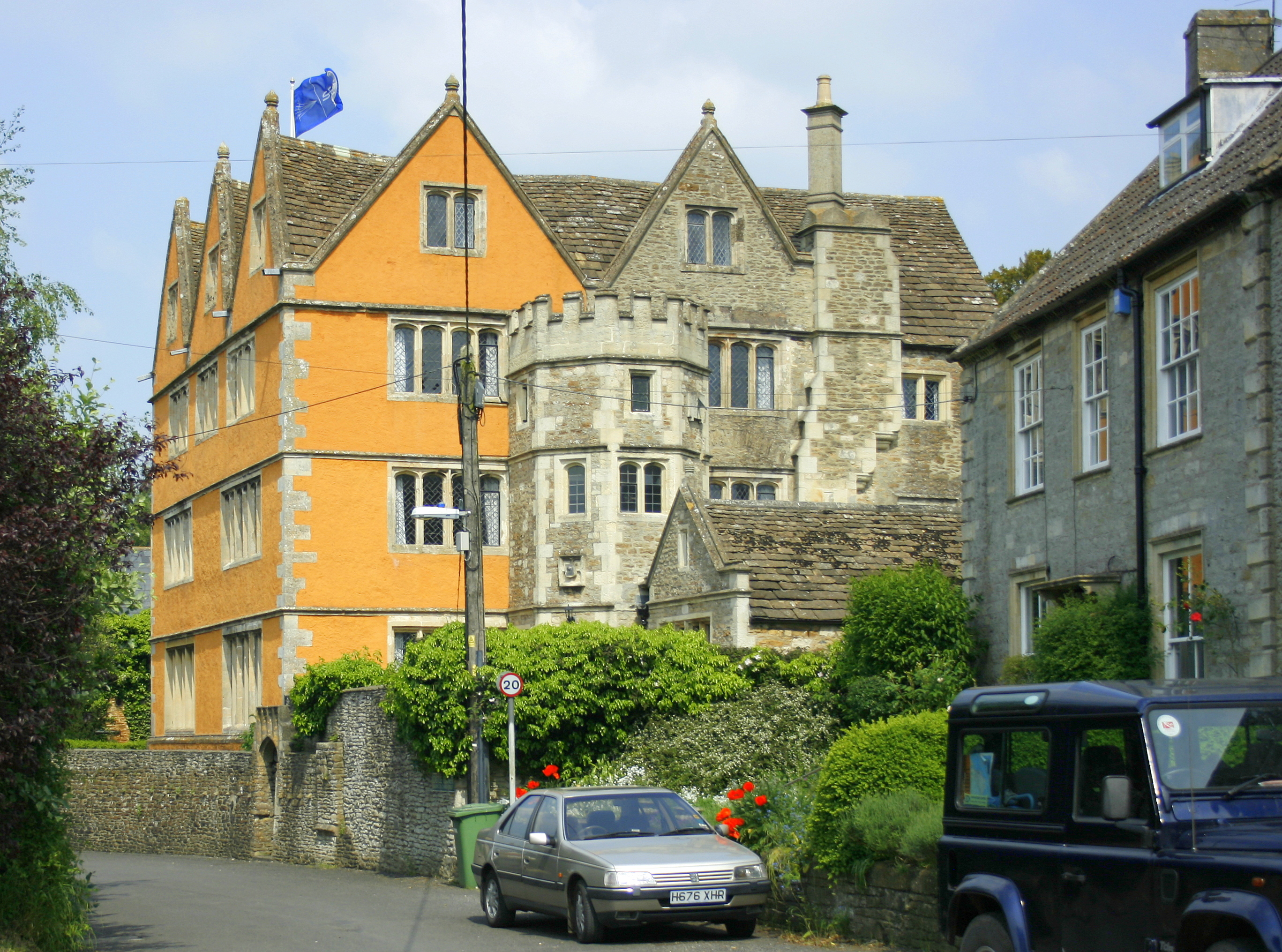
Kasteel van Beckington